# Llista de fiords de les Illes Fèroe

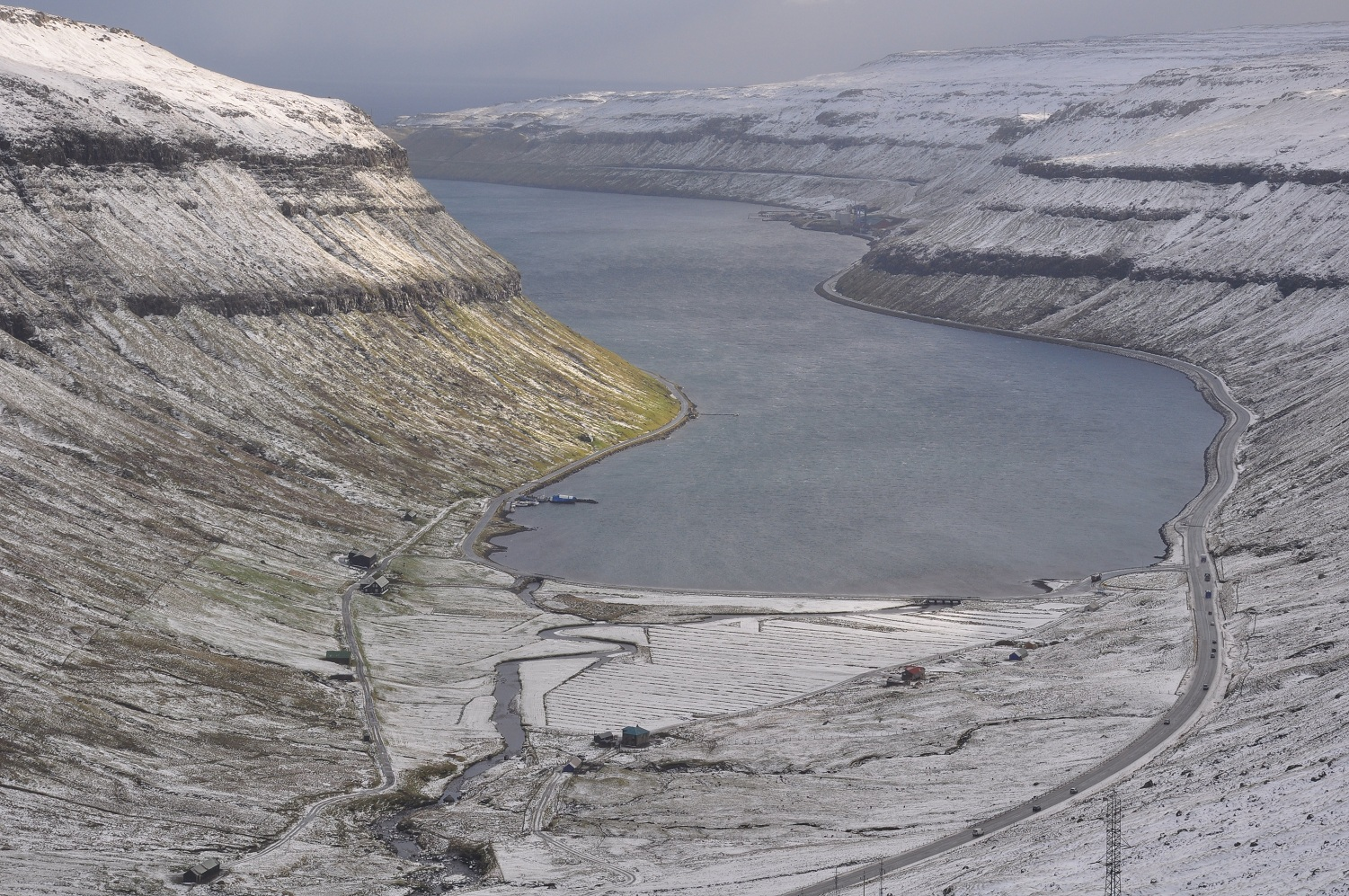
Kaldbaksfjørđur.

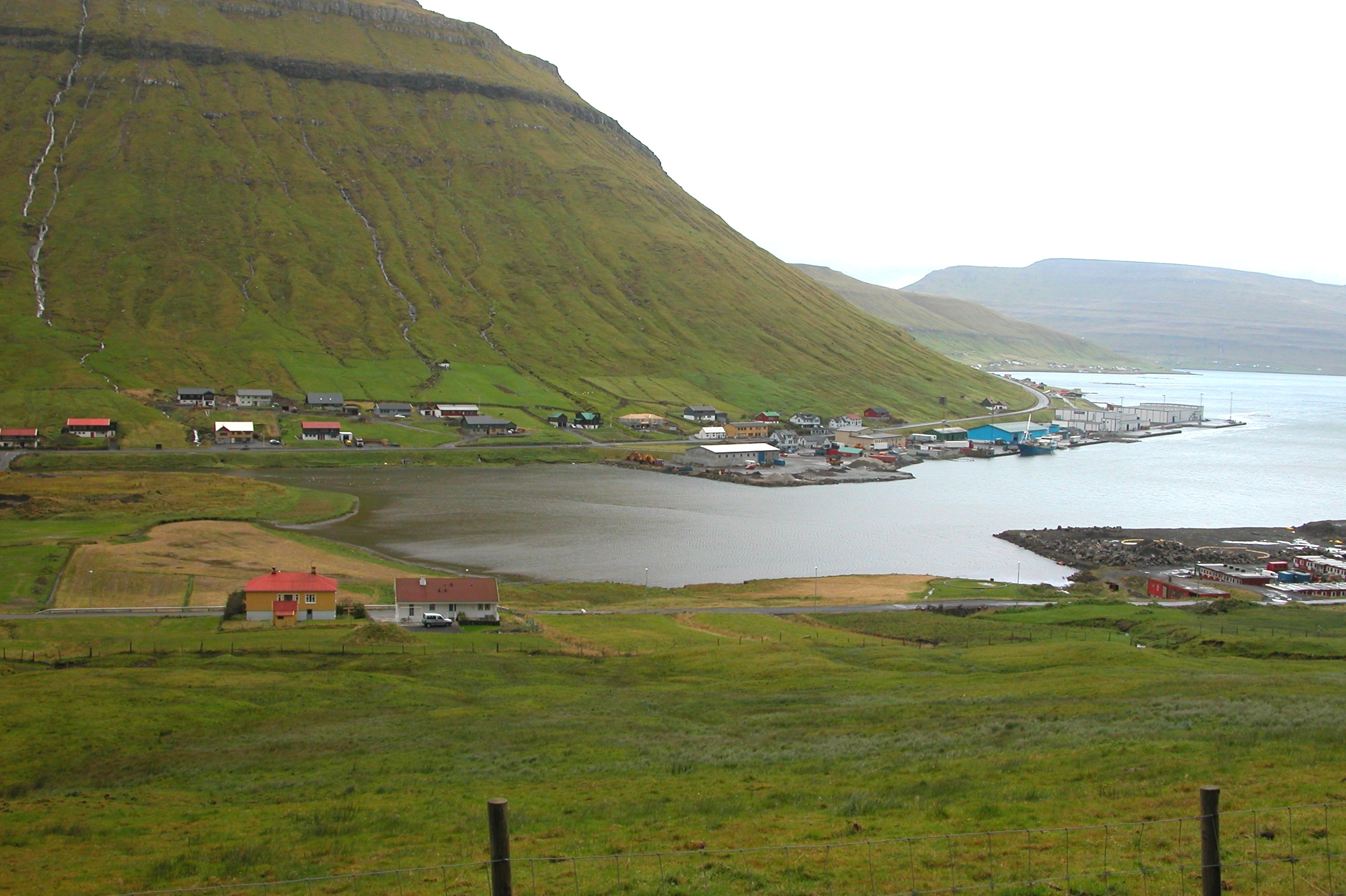
Kollafjørður.

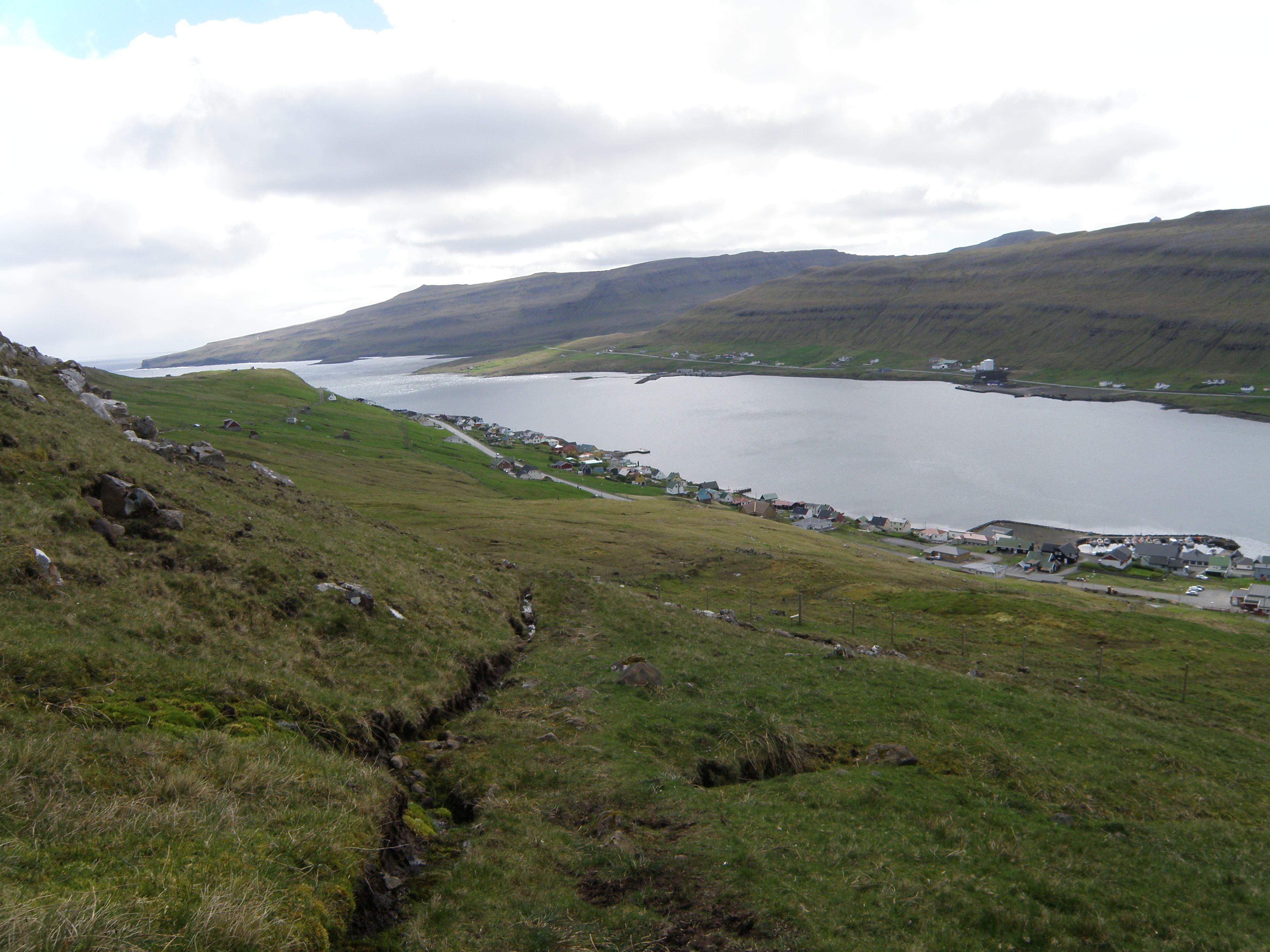
Trongisvágsfjørður.

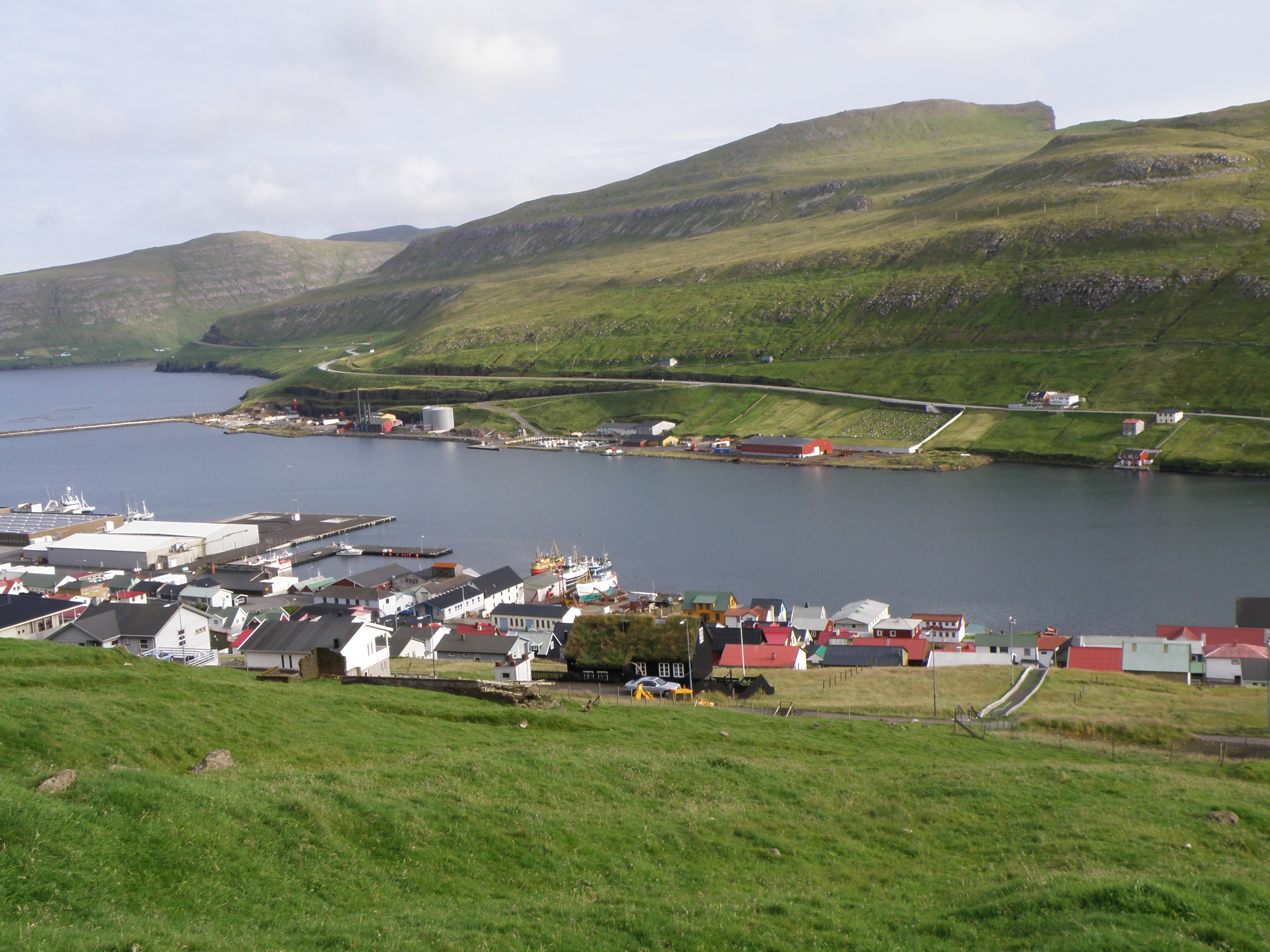
Vágsfjørður.

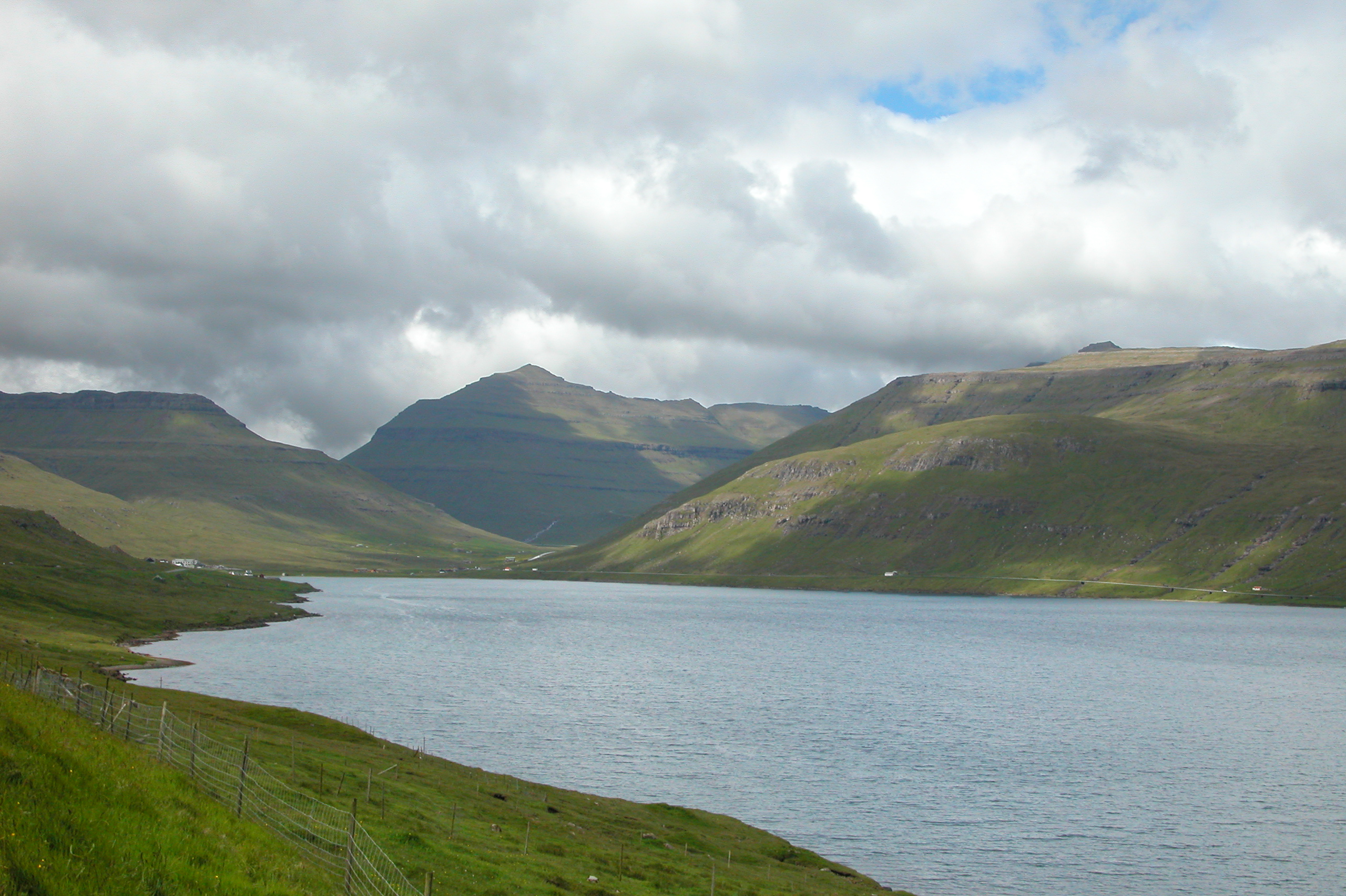
Skálafjørður.

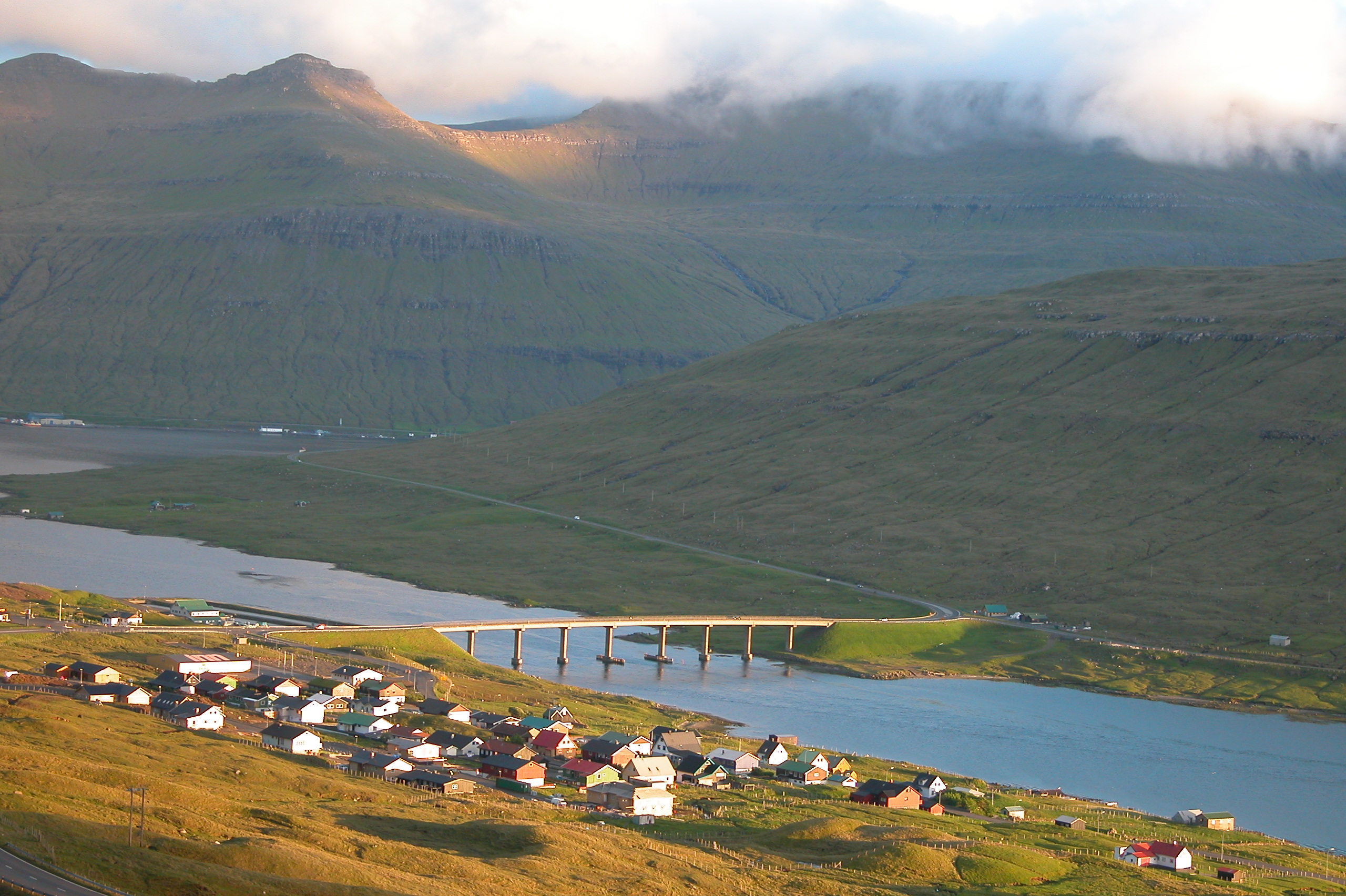
Sundini.

La següent llista inclou els fiords existents a les illes Fèroe. La llista inclou també algunes badies importants i estrets a part dels grans fiords pròpiament dits.
En feroès fiord es diu fjørður, però no tots els fjørður feroesos són en realitat un fiord. Molts accidents geogràfics anomenats localment fiords són en realitat estrets. En feroès als estrets se'ls anomena sund, i es caracterítzen a les Fèroe per tenir forts corrents marins. A vegades també alguns fiords són anomenats vík, que significa badia.
| Nom                | Tipus  | Illa                            | Longitud en km |
| ------------------ | ------ | ------------------------------- | -------------- |
| Árnafjørður        | Fiord  | Borðoy                          | 7,2            |
| Borðoyarvík        | Fiord  | Borðoy                          | 6,5            |
| Dímunarfjørður     | Estret | Stóra Dímun/Skúvoy              | 2              |
| Djúpini            | Estret | Eysturoy/Kalsoy                 | 15             |
| Fuglafjørður       | Fiord  | Eysturoy                        | 1,5            |
| Fugloyarfjørður    | Estret | Svínoy/Fugloy                   | 2              |
| Funningsfjørður    | Fiord  | Eysturoy                        | 9,7            |
| Gøtuvík            | Fiord  | Eysturoy                        | 11,0           |
| Haraldssund        | Estret | Kunoy/Borðoy                    | 10             |
| Hestsfjørður       | Estret | Hestur/Koltur/Streymoy          | 12             |
| Hovsfjørður        | Fiord  | Suðuroy                         | 3.1            |
| Hvalbiarfjørður    | Fiord  | Suðuroy                         | 4              |
| Hvannasund         | Estret | Borðoy/Viðoy                    | 10             |
| Kaldbaksfjørður    | Fiord  | Streymoy                        | 7              |
| Kalsoyarfjørður    | Estret | Kalsoy/Kunoy                    | 18             |
| Kollafjørður       | Fiord  | Streymoy                        | 4,2            |
| Kolturssund        | Estret | Hestur/Koltur                   | 0.5            |
| Lambavík           | Fiord  | Eysturoy                        | 6,1            |
| Leirvíksfjørður    | Estret | Eysturoy/Bordoy/Kalsoy          | 8.2            |
| Lopransfjørður     | Fiord  | Suðuroy                         | 1.5            |
| Mýrarfjørður       | Badia  | Suðuroy                         | 0.3            |
| Mykinesfjørður     | Estret | Vágar/Mykines                   | 3              |
| Nólsoyarfjørður    | Estret | Streynoy/Nolsoy                 | 9              |
| Oyndarfjørður      | Fiord  | Eysturoy                        | 3,0            |
| Sandvík            | Badia  | Suðuroy                         | 2              |
| Skálafjørður       | Fiord  | Eysturoy                        | 14,0           |
| Skopunarfjørður    | Estret | Sandoy/Streynoy/Hestur          | 12             |
| Skúvoyarfjørður    | Estret | Skúvoy/Sandoy                   | 10             |
| Skarðsvík          | Badia  | Fugloy                          | 1.2            |
| Suðuroyarfjørður   | Estret | Suðuroy/Lítla Dímun/Stóra Dímun | 12             |
| Sundini            | Estret | Streynoy/Eysturoy               | 40             |
| Svínoyarfjørður    | Estret | Viðoy/Svínoy                    | 3              |
| Svínoyarvík        | Badia  | Svínoy                          | 1,8            |
| Sørvágsfjørður     | Fiord  | Vágar                           | 3,5            |
| Tangafjørður       | Estret | Streymoy/Eysturoy               | 8              |
| Trongisvágsfjørður | Fiord  | Suðuroy                         | 7              |
| Vágsfjørður        | Fiord  | Suðuroy                         | 6              |
| Vestmannasund      | Estret | Vágar/Streymoy                  | 20             |
| Viðvík             | Badia  | Viðoy                           | 2,0            |
| Víkarfjørður       | Fiord  | Suðuroy                         | 1.5            |